# Kaive-egen
Kaive-egen (lettisk: Kaives ozols) er en stilk-eg i Kaive i Sēmes pagasts, Tukuma novads i Letland. Det står på en eng ikke langt fra den tidligere Kaive herregårds bygninger, og det er et beskyttet lettisk nationalt monument. Træet er 10,1 meter i diameter, og ca 18 meter højt. Kronens diameter var cirka 70 meter frem til 1920'erne, hvor et lynnedslag decimerede den. I 1990'erne knækkede hovedstammen derudover. Træet er dog stadig i live og fortsætter med at vokse, selvom der kun er en enkelt større gren tilbage. Træet er det tykkeste træ i Baltikum, og det skønnes det er omkring 1.000 år gammelt.